# 曼京鏡
曼京鏡是負新月型透鏡和由玻璃前表面反射的曲面鏡組成無球面像差的光學元件。這種反射器是法國軍官阿方斯曼京在1876年發明的。作為一個探照燈的改進折反射器，也還可以使用其他的光學設備。

## 說明
曼京反射鏡的構造包括一個由冕牌玻璃製做的凹面負新月型透鏡和前方鍍有薄膜，有著不同曲率半徑的球面反射鏡。由簡單的球面鏡所產生的球面像差，通常會與光線穿過相反的球面透鏡所產生的球面像差抵銷掉。由於光線穿過玻璃兩次，整個系統就像一個三重鏡頭 。曼京鏡是在1876年被一位法國軍事工程師阿方斯曼京上校發明的，用來取代使用在探照燈上，更難製造的拋物鏡。由於折反射的設計消除了大部分在拋物面鏡上產生的離軸差，曼京鏡帶來的好處是產生了一種近乎真正平行的光束。在19世紀晚期，他們設法將這種反射鏡作成海軍的探照燈。由於任何型室的玻璃的反射器都被認為太易碎和容易受到敵人砲火的破壞，使它在軍事上的用途受到限制。

## 應用
曼京鏡應用在備用在照明和影像形成光學，像是探照燈、車頭燈、航空瞄準器和頭照燈等等。許多折反射望遠鏡使用負透鏡並在背面鍍上反射膜，雖然這已經不像是原始單一元件的曼京鏡，但這仍然被稱為"曼京鏡"，有一些，像是哈密頓望遠鏡，比曼京鏡的發明早了60年。像是曼京鏡的折反射面鏡可以在馬克蘇托夫-卡塞格林、阿古諾夫-卡塞格林望遠鏡和Schupmann Schupmann的Schupmann medial telescope。

## 註解
1. ↑  .   [2010-12-22]. （原始内容存档于2012-07-01）.
2. ↑  Britannica
3. ↑  .   [2010-12-22]. （原始内容存档于2016-12-24）.
4. ↑  Jean Alexandre Rey, John Henry Johnson, The range of electric searchlight projectors, 1917 - page 62
5. ↑  .   [2010-12-23]. （原始内容存档于2017-07-02）.
6. ↑  Sacek, Vladimir. . Telescope Optics. Vladimir Sacek. 2006-07-14  [2009-07-05]. （原始内容存档于2009-10-03）.

## 外部連結
- 曼京鏡的應用（英文）
- 曼京鏡的應用 （页面存档备份，存于）（英文）